# Albino Bich
Albino Pietro Giuseppe Bich (ur. 25 kwietnia 1903 w Valtournenche, data śmierci nieznana) – włoski żołnierz i narciarz, olimpijczyk w patrolu wojskowym.

## Występy na IO
| Rok  | Igrzyska Olimpijskie | Konkurencja     | Wyniki               |
| 1924 | Chamonix             | Patrol wojskowy | drużyna wycofała się |